# Bataille des Falklands
 (octobre 2024).
Première Guerre mondiale
Batailles
- Blocus allié de l'Allemagne
- Odensholm (08-1914)
- 1re Heligoland (08-1914)
- Action du 22 septembre 1914
- Falklands (12-1914)
- Dogger Bank (01-1915)
- Gotland (07-1915)
- Golfe de Riga (08-1915)
- Yarmouth et Lowestoft (04-1916)
- Jutland (05-1916)
- Funchal (12-1916)
- Combat entre le Leopard et le HMS Achilles
- Pas-de-Calais (04-1917)
- Combat entre le HMAS Sydney et le LZ92
- Détroit de Muhu (10-1917)
- 2e Heligoland (11-1917)
- Croisière de glace (02/03-1918)
- Zeebruges (04-1918)
- 1er Ostende (04-1918)
- 2e Ostende (05-1918)
- Sabordage allemand à Scapa Flow (06-1919)

Bataille de la mer Noire
- 12 octobre 1914
- Odessa (10-1914)
- Novorossiisk
- Feodosia
- Cap Sarytch
- île Kirpen (1re)
- île Kirpen (2e)

Front d'Europe de l'Ouest
Front italien
Front d'Europe de l'Est
Front des Balkans
Front africain
Front du Moyen-Orient
La bataille des Falklands est une bataille navale de la Première Guerre mondiale qui eut lieu au large des îles Malouines (Falkland Islands en anglais). L'escadre des croiseurs est-asiatique allemande, aux ordres du vice-amiral Maximilian von Spee, victorieux le mois précédent à la bataille de Coronel, y fut anéantie par les forces de l'amiral Frederick Charles Doveton Sturdee. Cette victoire écrasante de la Royal Navy mit fin à tout espoir allemand de menacer la navigation commerciale dans l'Empire britannique, autrement qu'avec des moyens sous-marins.

## Contexte et forces en présence

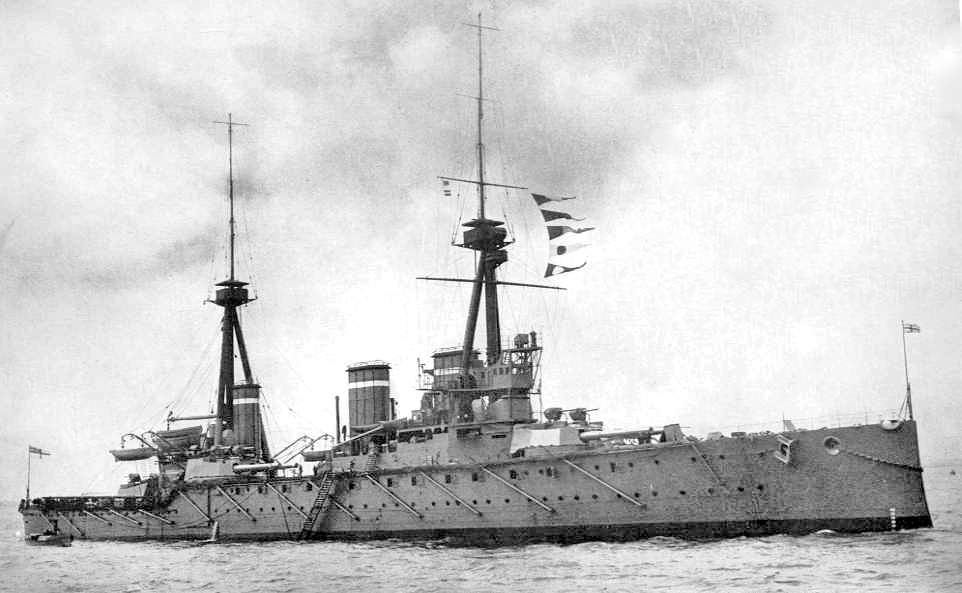
Le croiseur de bataille HMS Invincible lancé en 1907.

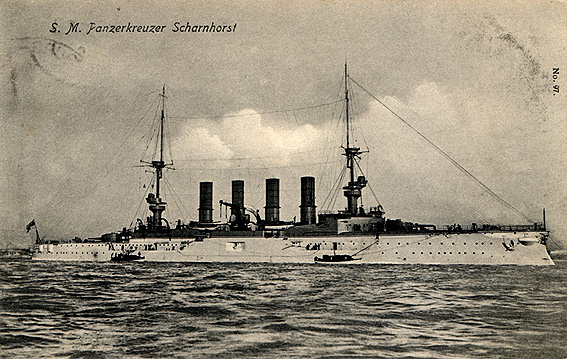
Le SMS Scharnhorst armé en 1907.

Après sa victoire contre les forces du contre-amiral Christopher Cradock et l'accueil triomphal qu'il a reçu des populations germanophones au Chili, Maximilian von Spee hésite sur la conduite qu'il doit tenir. Il a reçu des ordres de Berlin, lui demandant de rentrer en Allemagne métropolitaine en forçant le blocus de la Royal Navy, mais ses chances de réussir doivent lui sembler très minces. Il tergiverse ainsi pendant un mois avant d'appareiller de Valparaíso avec toutes ses forces, et de franchir le cap Horn. Une fois dans l'Atlantique, il décide, au passage, de mener un raid contre la base britannique de Port Stanley aux îles Malouines, avant de foncer vers le nord.
Ce temps perdu par l'amiral allemand va permettre à l'amirauté britannique de réagir. Elle confie à son chef d'état-major Frederick Charles Doveton Sturdee le commandement des deux fleurons de la Royal Navy, le HMS Invincible et HMS Inflexible, deux des nouveaux croiseurs de bataille qui, en plus d'une artillerie de huit canons de 305 mm, alors que les canons allemands n'ont un calibre que de 210 mm, surpassent tous les navires allemands en vitesse. Ces deux puissants navires, partis le 11 novembre, rejoignent le 7 décembre la flotte déjà présente dans la zone et qui est loin d'être négligeable. Le vieux cuirassé pré-dreadnought HMS Canopus a été installé en position défensive pour protéger le port, avec un système de vigies placées sur les hauteurs environnantes et le reste de la flotte est occupée à refaire le plein de ses soutes à charbon.

## Déroulement

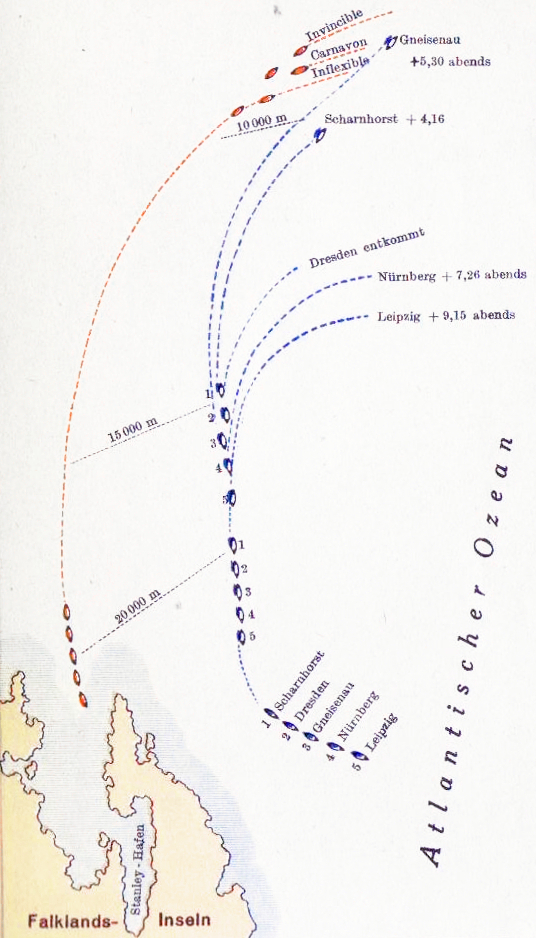
Bataille des îles Malouines

Le 8 décembre au matin, Spee détache deux de ses croiseurs, le Gneisenau et le Nürnberg, pour bombarder la station radio et le dépôt de charbon de Port Stanley. Ils sont accueillis par une salve bien ajustée du HMS Canopus qui est doté de 2 × 2 canons de 12 pouces (en) ayant la capacité d'atteindre 26 000 yd (23 774,4 m). Sturdee, prévenu de l'approche des Allemands, a calmement donné l'ordre d'allumer les feux de ses navires et d'appareiller dès que prêt, puis il est allé prendre son petit-déjeuner. Les croiseurs allemands ayant aperçu les mâts tripodes caractéristiques des grosses unités et surpris par la réponse du HMS Canopus, font demi-tour. Ayant manqué l'occasion de surprendre la flotte britannique dans le port, ils cherchent leur salut dans la fuite.
À 9 h 45, le HMS Bristol quitte le port, suivi un quart d'heure après par le reste de l'escadre britannique. Les Allemands ont de quinze à vingt milles d'avance, mais le jour risque de durer encore huit heures et les vigies de Spee ont enfin identifié les croiseurs de bataille, qu'ils savent plus rapides avec leurs 25 nœuds. L'amiral allemand cherche alors un grain pour échapper à la poursuite en venant au sud-est. Mais les croiseurs de bataille ont rompu la formation pour donner leur pleine vitesse et, à 12 h 47, ils ouvrent le feu et leurs tirs, d'abord imprécis, finissent par encadrer le Leipzig. Maximilian von Spee, se sachant coincé, décide de mener avec ses deux croiseurs cuirassés un combat retardateur désespéré, pour donner une chance aux autres navires.

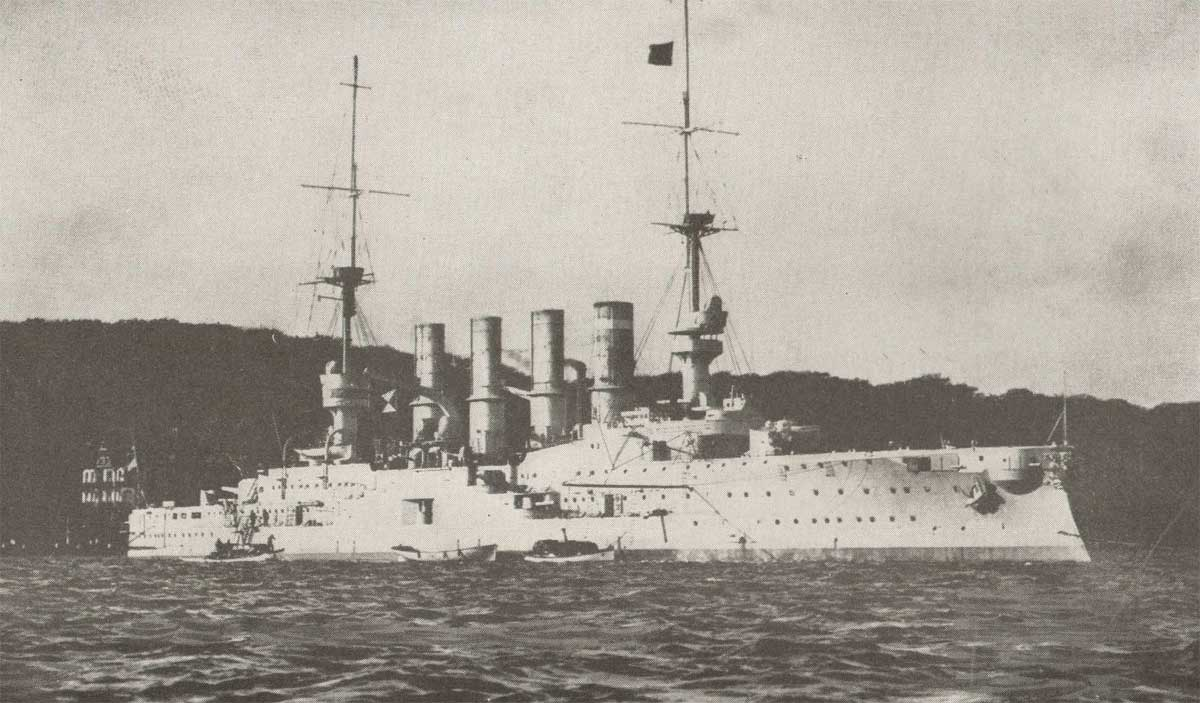
SMS Gneisenau

Accompagnés du Carnarvon, les deux croiseurs de bataille engagent donc le Scharnhorst et le Gneisenau. L'engagement a lieu tout d'abord à grande distance, les Allemands touchent les navires britanniques à de nombreuses reprises, mais sans grands dommages du fait de la distance. Les impacts d'obus de 305 mm, moins nombreux, sont par contre beaucoup plus dévastateurs, bien que les bâtiments de la Royal Navy, sous le vent, soient gênés par la fumée. En tentant d'éliminer cet inconvénient, Sturdee donne l'occasion aux Allemands d'échapper quelque temps au tir, mais leur vitesse étant décidément supérieure, ils peuvent à 14 h 50 effectuer un virage pour utiliser tout leur armement, Spee tente alors le combat à courte distance pour pouvoir utiliser son armement secondaire. Le tir des Britanniques devient alors précis et meurtrier. Le Scharnhorst, ayant encaissé au moins quinze obus de 305 mm, est en feu, prend de la gîte et, à 16 h 4, il chavire, puis coule à 16 h 17. Tout sauvetage rendu impossible par le combat qui continue, il n'y a aucun survivant. Le Gneisenau poursuit vaillamment cette lutte inégale mais, à 17 h 15, à court de munitions, il finit par se saborder ; 190 marins allemands seront alors recueillis. L’Invincible a encaissé 22 obus et a seulement un blessé. L’Inflexible, touché seulement trois fois, compte un mort et trois blessés.
Pendant ce temps, le reste de la flotte de Sturdee donne la chasse aux croiseurs légers allemands. Le Leipzig en queue est la première victime. Ralenti par les tirs du Glasgow, il finit par être à portée du Cornwall et, à 19 h 00, il est en feu, deux cheminées et son mât principal abattus, à court de munitions, il tente une attaque à la torpille contre le Cornwall et son équipage se prépare à l'évacuation. Le Glasgow se rapproche alors et lui donne le coup de grâce : le Leipzig chavire et coule à 21 h 20 ; seuls 18 survivants seront repêchés. Cependant, les deux impacts qu'il a infligés au Glasgow ont endommagé les chaudières de celui-ci, lui ôtant toute chance de rejoindre le Dresden.

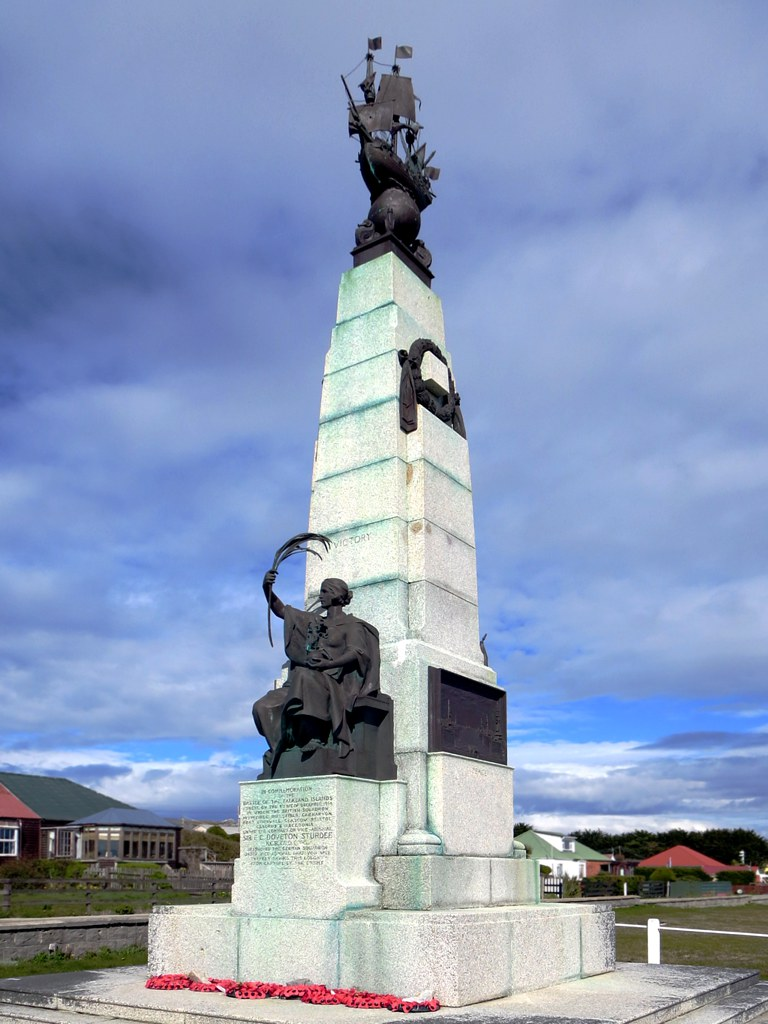
Monument commémoratif à Stanley

Le Nurnberg est parti seul vers le sud-est avec dix milles d'avance sur son poursuivant, le HMS Kent, théoriquement moins rapide que lui. Mais, à force de prodiges, les mécaniciens britanniques, brûlant tout le bois disponible à bord, arrivent à lui faire donner 25 nœuds et le navire allemand, à la mer depuis plusieurs mois, ne peut donner sa vitesse maximum. À 17 h 00, le duel d'artillerie s'engage, dans un premier temps à l'avantage du Nurnberg, mais la distance faiblissant, le britannique mieux armé et mieux blindé prend l'avantage et, vers 17 h 30, deux chaudières du Nurnberg explosent, le laissant à la merci de son ennemi maintenant très supérieur en vitesse. À 19 h 26, il finit par chavirer, laissant seulement douze survivants. Le Kent, lui, a subi trente-sept impacts et compte quatre morts et douze blessés.

## Conséquences

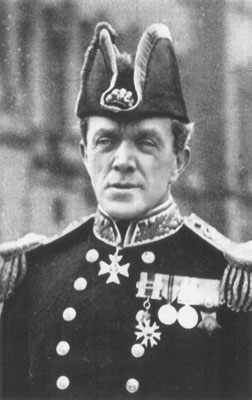
Doveton Sturdee, l'amiral vainqueur.

Aucun navire de la Royal Navy n'a subi de dommages sérieux : il n'y eut que dix morts et dix-neuf blessés dans ses rangs. Par contre, 1 871 marins allemands ont trouvé la mort et 215 ont été repêchés et faits prisonniers. Des cinq navires allemands engagés, un seul survit à la journée, le Dresden. Il parvient à échapper aux poursuites jusqu'au 14 mars 1915, quand le HMS Kent de la classe Monmouth et le HMS Glasgow le découvrent avec ses machines en panne, dans l'archipel Juan Fernández. Le dernier navire allemand opérant outre-mer à cette époque, est le Königsberg, enfermé dans l'estuaire du fleuve Rufiji en Tanzanie.
La défaite de Coronel étant largement vengée, la marine allemande n'a plus de forces navales de surface pour menacer la navigation le long des routes maritimes de l'Empire britannique. Le reste de la flotte impériale allemande servira donc à fixer la Royal Navy en mer du Nord. Quelques tentatives vont être réalisées avec des navires marchands camouflés, comme la croisière du Seeadler, mais le principal effort va se reporter sur l'arme sous-marine. C'est la guerre sous-marine déclenchée en 1915 qui provoquera le torpillage du Lusitania, tuant 128 passagers américains (7 mai 1915), et surtout la guerre à outrance en 1917 qui précipitera l'entrée en guerre des États-Unis.

## Une innovation: lecompas gyroscopiqueSperry
Lorsque la nouvelle de l'anéantissement de l'escadre de Cradock à Coronel parvient en Angleterre , les deux croiseurs de bataille de Sturdee sont encore au mouillage à Portsmouth où ils viennent de subir un grand carénage et une refonte qui a modifié la répartition des masses magnétiques à bord. Les compas magnétiques n'ont pas pu être compensés à cause d'un brouillard tenace qui empêche à la fois de prendre les alignements sur les amers nécessaires à cette opération de compensation et de négocier "à vue" la sortie du Solent le tortueux bras de mer séparant Portsmouth de l'île de Wight (l'erreur sur ce type de compensation peut dépasser les 10° et mener à un échouage désastreux)..
Chaque heure perdue compte pour arriver le premier aux îles Malouines où se trouvent les dépôts stratégiques de charbon. Or un inventeur américain (Elmer Sperry, fondateur de la firme Sperry) vient précisément d'être éconduit par les très traditionalistes décideurs de l'amirauté britannique à qui il était venu présenter son invention: Un compas gyroscopique, indiquant en permanence le nord vrai et insensible aux perturbations magnétiques. Rattrapé in extremis alors qu'il était monté à bord du train de Londres, Sperry se voit intimer la ferme injonction d'embarquer dare-dare à bord de l'HMS Inflexible et d'y installer son "Yankee Device" (traduction libre: son "bidule américain")...L'Inflexible suivi à très peu de distance de l'Invincible appareille immédiatement, et embouque les chenaux en pleine "purée de pois" tandis qu'un climat d'extrême tension règne sur la passerelle de commandement. Une fois en mer libre Elmer Sperry rentre à Southampton sur la vedette du pilote tandis que les deux croiseurs de bataille mettent en avant toute (ils parviendront aux Malouines avec une petite poignée d'heures d'avance sur l'escadre de Von Spee). Ce haut fait de la technique assurera le renom de la firme et la fortune d'Elmer Sperry (Gyro compas, pilotes automatiques , puis plus tard mécanographie et ordinateurs)

## Dans la culture
La bataille des Falklands est racontée en bande dessinée dans un épisode de la série des Belles Histoires de l'Oncle Paul sur un scénario d'Octave Joly dessiné par Juan Manuel Cicuéndez. Publié dans le Spirou 1503 du 2/2/1967 sous le titre La revanche des Falkland, il fut repris en album dans le tome 4 de la série L'Histoire en bandes dessinées (Dupuis, 1974) sous le titre Un homme coule une flotte.